# Ozyptila clavidorsa
Ozyptila clavidorsa (лат.) — вид пауков семейства Пауки-бокоходы (Thomisidae). Встречается в Палеарктике (Турция). Длина тела около 7 мм. Основная окраска коричневая с примесью белых и жёлтых отметин (просома с жёлтой головной частью, вокруг глаз с белыми кольцами, ноги и хелицеры бледно-жёлтые; опистосома сверху беловато-серая). 
Голени первой пары ног вентрально с двумя парами шипов; волоски заострённые или булавовидные. Педипальпы самцов с тегулярным апофизом, эпигинум с чехлом. Первые две пары ног развернуты передними поверхностями вверх, заметно длиннее ног третьей и четвёртой пар. Паутину не плетут, жертву ловят своими видоизменёнными передними ногами.